# Miętkie (gromada)
Miętkie – dawna gromada, czyli najmniejsza jednostka podziału terytorialnego Polskiej Rzeczypospolitej Ludowej w latach 1954–1972.
Gromady, z gromadzkimi radami narodowymi (GRN) jako organami władzy najniższego stopnia na wsi, funkcjonowały od reformy reorganizującej administrację wiejską przeprowadzonej jesienią 1954 do momentu ich zniesienia z dniem 1 stycznia 1973, tym samym wypierając organizację gminną w latach 1954–1972.
Gromadę Miętkie z siedzibą GRN w Miętkiem utworzono – jako jedną z 8759 gromad na obszarze Polski – w powiecie hrubieszowskim w woj. lubelskim na mocy uchwały nr 8 WRN w Lublinie z dnia 5 października 1954. W skład jednostki weszły obszary dotychczasowych gromad Miętkie, Andrzejówka, Miętkie kol., Mołożów kol. i Zagajnik ze zniesionej gminy Miętkie w tymże powiecie. Dla gromady ustalono 11 członków gromadzkiej rady narodowej.
1 stycznia 1962 gromadę zniesiono, włączając jej obszar do gromad: Mircze (wieś i kolonię Andrzejówka oraz wieś Miętkie), Turkowice (kolonie Miętkie i Zagajnik) i nowo utworzonej Stara Wieś (kolonię Mołożów) w tymże powiecie.